# 율리우스 시레크
율리우스 시레크(독일어: Julius Schreck, 1898년 7월 13일 ~ 1936년 5월 16일)는 아돌프 히틀러의 측근이자 초기 나치 고위 관리였다.

## 생애
뮌헨에서 태어난 시레크는 1920년에 나치당에 입당해 아돌프 히틀러와 깊은 관계를 유지했는데, 제1차 세계 대전에 함께 종군한 경험도 있어 독일 의용군의 멤버이기도 했다. 1921년에 돌격대에 들어가 히틀러 개인호위부대인 슈토스트루프 아돌프 히틀러단 창설에 공헌한 그는 1923년의 뮌헨 폭동에도 참가하여 다른 간부들과 함께 뉘른베르크 형무소에 투옥되었다. 1925년에 나치당이 재창당할때 쉬렉은 에밀 마우리스와 함께 새로운 히틀러 호위부대 설립에 나섰는데 이후 호위조직은 친위대로 명칭을 변경하여 시레크는 친위대의 주요 수장이 되었다. 시레크는 히틀러로부터 호위조직 지휘의 명령을 받고 친위대 상급지도자가 되었다. 시레크는 1926년에 친위대 상급지도자의 자리에선 물러났지만 친위대장 및 친위대에는 이름을 두어 히틀러의 개인 운전수로 일했다. 1930년에 친위대가 하인리히 힘러의 지휘하에 확대되면서 시레크는 친위대 대령으로 임명되었으나 거의 실무에는 관여하지 않았다. 시레크는 건강상의 이유로 친위대 상급대령을 마지막으로 친위대에서 물러나 6년간 히틀러의 운전수로 일했는데, 1936년 5월 16일에 수막염으로 인해 37세라는 비교적 젊은 나이에 사망했다. 시레크의 장례는 국장으로 치러졌으며 사후 친위대 소장계급이 주어졌다.

### 참고 문헌
- Felton, Mark (2014). 《Guarding Hitler: The Secret World of the Führer》. Pen & Sword. ISBN 978-1-78159-305-9.
- Hamilton, Charles (1984). 《Leaders & Personalities of the Third Reich, Vol. 1》. R. James Bender Publishing. ISBN 0-912138-27-0.
- Hoffmann, Peter (2000) [1979]. 《Hitler's Personal Security: Protecting the Führer 1921–1945》. Da Capo Press. ISBN 978-0-30680-947-7.
- McNab, Chris (2009). 《The SS: 1923–1945》. Amber Books Ltd. ISBN 978-1-906626-49-5.
- Weale, Adrian (2010). 《The SS: A New History》. London: Little, Brown. ISBN 978-1408703045.
- Wegner, Bernd (1990). 《The Waffen-SS: Organization, Ideology and Function》. Blackwell. ISBN 0-631-14073-5.